# Habenaria giriensis
Habenaria giriensis är en orkidéart som beskrevs av Johannes Jacobus Smith. Habenaria giriensis ingår i släktet Habenaria och familjen orkidéer. Inga underarter finns listade i Catalogue of Life.